# ファニチャー・ロウ・レーシング
ファニチャー・ロウ・レーシング(Furniture Row Racing)は、かつて活動していたアメリカ合衆国のストックカーレーシングチーム。モンスターエナジー・NASCARカップ・シリーズに78号車で参戦した。
2005年設立。アメリカの家具販売チェーンのファニチャー・ロウが所有し、コロラド州デンバーに本拠地を置く。NASCARのチームの多くがノースカロライナ州シャーロットもしくはその近郊に本拠地を置く中で、アメリカ西部に本拠地を置く数少ないチームのうちの一つであった。2010年から2015年にかけてはリチャード・チルドレス・レーシングから技術的支援を受けシボレーで参戦。2016年から2018年まで、ジョー・ギブス・レーシングから技術的支援を受ける形でトヨタ・カムリにて参戦した。

## 歴史
2005年、コロラド州デンバーにて設立。ブッシュ・シリーズに第6戦ナッシュビルにて初参戦。
2009年、リーガン・スミスがデイル・アーンハート・インクより移籍。
2011年、第10戦ダーリントンにてリーガン・スミスがチーム初勝利を挙げる。
2014年、マーティン・トゥーレックス・ジュニアがマイケル・ウォルトリップ・レーシングより移籍。
2016年、マニュファクチャラーをシボレーからトヨタに変更。
2017年、 エリック・ジョーンズ（No.77）が参戦し、2台体制になる。マーティン・トゥーレックス・ジュニア（No.78）がモンスターエナジー・NASCARカップ・シリーズのドライバーズチャンピオンシップを獲得。
2018年、エリック・ジョーンズがジョー・ギブス・レーシングに移籍。No.78の1台体制に戻る。
2018年9月4日、チームオーナーのバーニー・ヴィッサーは2018年シーズン終了後にチームをクローズすることを発表。シーズン終了後、マーティン・トゥーレックス・ジュニアはジョー・ギブス・レーシングに移籍した。

## ドライバー
- ジェリー・ロバートソン（英語版） （2005年）
- ケニー・ウォレス（英語版）（2005年 - 2008年）
- ジミー・スペンサー（英語版） （2006年）
- トラヴィス・クォピル（英語版） （2006年）
- マックス・パピス （2006年）
- スコット・ウィマー（英語版） （2007年）
- スターリング・マーリン（英語版） （2007年）
- ジョー・ネメチェク（英語版） （2007年 - 2008年）
- リーガン・スミス （2009年 - 2012年）
- カート・ブッシュ （2012年 - 2013年）
- エリック・ジョーンズ（英語版）（2017年）
- マーティン・トゥーレックス・ジュニア （2014年 - 2018年）

## NASCARチャンピオンシップ
- 2017年 - マーティン・トゥーレックス・ジュニア（No.78、トヨタ・カムリ） モンスターエナジー・NASCARカップ・シリーズ[2]